# Monte Malpasso
Il Monte Malpasso è una montagna dell'Appennino Tosco-Emiliano alta 1.716 metri.

## Geografia
Ubicata al confine tra Emilia e Toscana, tra i comuni di Monchio delle Corti, (Parma), e Comano, (Massa-Carrara), la montagna è inserita nel contesto del Parco Nazionale dell'Appennino Tosco-Emiliano.

## La montagna
Il monte è ben visibile dal versante lunigianese percorrendo la strada statale che da Aulla, attraversando Licciana Nardi, porta al passo del Lagastrello e al lago Paduli.
Sul lato emiliano, più percorribile e godibile anche ad alta quota, è possibile ammirare i numerosi laghi di confine che caratterizzano tutto il crinale tosco-emiliano fino al passo di Cirone (1.255 m): il lago Palo, il lago Scuro, il  lago Verdarolo, il lago Squincio (diviso a metà dal confine regionale) e, più distanti, il lago Ballano e il lago Verde, tutti raggiungibili dal comprensorio turistico di Prato Spilla, da cui parte una comoda seggiovia che giunge fino a metà montagna.